# 飛鳥弓樹
飛鳥 弓樹（あすか ゆみき、1958年12月22日 - ）は、日本の男性漫画家。東京都豊島区出身。他に山口博史、やまぐちみゆきの名義も使用。なお、少女漫画家の山口美由紀および山口みゆき、作曲家の山口博史とは別人である。

## 略歴
- 学生時代同人サークル「くを」を主催。
- 1980年、『月刊少年マガジン』と『マンガ少年』でのデビューは「山口博史」名義[1]。
- 1986年、「やまぐちみゆき」と改名[1]（ - 1994年頃まで）。やまぐち名義の単行本『みちづれ超女隊』（一水社/1994年3月刊）あとがきに、「やまぐちみゆき名での仕事はこれで最後になります。これからは飛鳥弓樹をよろピくネ」とあり。
- 1980年代後半にファミコン通信の「禁断の秘技」コーナーで連載の「禁断の秘技子ちゃん」は山口みゆきの表記だった。
- 1989年から「飛鳥弓樹」に改名[1]。
- 2007年より『みこすり半劇場』誌（ぶんか社）にて「やまぐちみゆき」名義での活動を再開。
  - 当初「やまぐちみゆき」は４コマ専用のペンネームとしていたきらいがあり、それ以外の普通のコマ割り漫画には「飛鳥」というペンネームを使用していた。その為、一水社刊行「プチ・パンドラ」誌上において、「やまぐちみゆき」と「飛鳥」が同時に執筆という珍しい状況があった。なお、「飛鳥」名義の作品は全て「やまぐちみゆき」名義の単行本に納められ、その区分は曖昧となる。それに伴い、「飛鳥」というペンネームは事実上消滅している。
- 復刻版『おれのサーキット』中巻に掲載された自分史漫画によると2008年に発症した脳内出血により半身麻痺となり、商業活動は断念したものの、左手で絵を描いて息子が出している漫画同人誌に寄稿しているという。また、本名の山口博史から改名したのは青年誌で自分の可能性を試してみたかったとのこと。息子は「額縁あいこ」名義で講談社より商業誌デビューしている[2]。

## 作品

### 一般誌
- ビバ! 蘭太郎（全1巻、月刊少年マガジン「山口博史」名義）
- コスモそるじゃあ（未単行本化、コミックボンボン「山口博史」名義）
- おれのサーキット（全7巻、コミックボンボン「山口博史」名義） - 2011年-2012年に、復刻版単行本全3巻が刊行。
- まっどエンジェル SUPER POLICE GAL（全5巻、月刊少年チャンピオン「飛鳥弓樹」名義）
- ルチャDOLL舞（全3巻、月刊少年チャンピオン「飛鳥弓樹」名義）
- 禁断の秘技子ちゃん（未単行本化、ファミコン通信「やまぐちみゆき」名義）
- つくしさん（未単行本化、みこすり半劇場「やまぐちみゆき」名義

### 成年誌

#### やまぐちみゆき名義
- ロリコンしましょ
- ロリコンしましょ2
- ロリ・コンピューター
- おふざけクミちゃん（全1巻、漫画ホットミルク）
- みちづれ超女隊

#### 飛鳥弓樹名義
- いけないお姉さん、好きですか!?（原作は牧村僚「女家庭教師と少年 秘密授業」）- ナポレオンノベルスとして再刊された原作にも挿絵を描いた。
- 背徳御奉仕いけない遊び
- 性奴隷の牢獄
- 抱かせてセニョリータ
- お義母さんの誘惑
- 調教美少女図鑑
- お姉さんの誘惑
- 桃色♡宅配くん（全1巻、COMICバズーカ）
- してしてご主人様
- Cパブへようこそ
- 忍びの奥様(1)
- 妹の誘惑
- 女教師の誘惑
- 淫唇山脈